# Мухаммад (хан Могулістану)
Мухаммад-хан (*д/н — 1415) — хан Могулістану в 1408—1415 роках.

## Життєпис
Походив з династії Чингізидів. Син Хизр-Ходжи, хана Могулістану. після смерті батька у 1399 році намагався посісти трон, проте стикнувся з амбіціями брата Шамс-і-Джагана. Про перебіг їхньої боротьби нічого невідомо, але до 1402 року вимушений був визнати владу хана Шамс-і-Джагана. У 1408 році після смерті останнього стає новим правителем Могулістану.
Новий хан у зовнішній політиці поставив за мету повернути втрачені землі Могулістану в часи походів Тамерлана, а у внутрішній — навернути усе населення на іслам. Спочатку він продовжив політику брата щодо підтримки бунтівних емірів в Мавераннахрі. Водночас зовні визнав зверхність тимурида Шахруха. Втім, одразу втрутитися у справи боротьби Тимуридів за трон, що почалася ще у 1407 році, мухаммед-хан не зміг, оскільки 1408 року вимушений був боротися проти ойратів, які вдерлися з півночі й захопили бешбалик. З цього часу війни з ойратами стають постійними.
Втім, попри небезпеку з півночі (від ойратів) У 1409 році Мухаммед-хан став активно втручатися в боротьбу емірів у Семиріччі, завдяки цьому до 1412 року зумів повернути західні області Могулістану (в долинах річок Чу й Талас) до міста Сайрам. Проте спроба відвоювати Кашагар виявилася невдалою.
Водночас хан уславився жорстоким впровадженням ісламу на підвладних землях. Проте ісламізація не надто прогресувала, оскільки місцеві правителі почувалися впевнено й на ділі дотримувалися батьківської віри (шаманізму або буддизму).
Помер Мухаммад-хан у 1415 році. Йому спадкував небіж Накш-і-Джахан.